# Dolores Hidalgo
Dolores Hidalgo er en lille by i den mexicanske delstat Guanajuato. Byen ligger ca. 1.900 meter over havets overflade og det anslåede indbyggertal er 50.000 (2000).

## Historie
Da Miguel Hidalgo holdt sin berømte tale med opfordring til Mexicos uafhængighed (se Grito de Dolores) hed byen blot Dolores, men efter Mexico opnåede sin uafhængighed i 1821, blev navnet ændret til "Dolores Hidalgo" til ære for Miguel Hidalgo.
I dag er byen primært kendt for sin keramikindustri, som over halvdelen af indbyggerne lever af.  De billige, masseproducerede keramikvarer markedsføres over hele Latinamerika.
21°09′N 100°56′V / 21.150°N 100.933°V